# Carl von Schewen

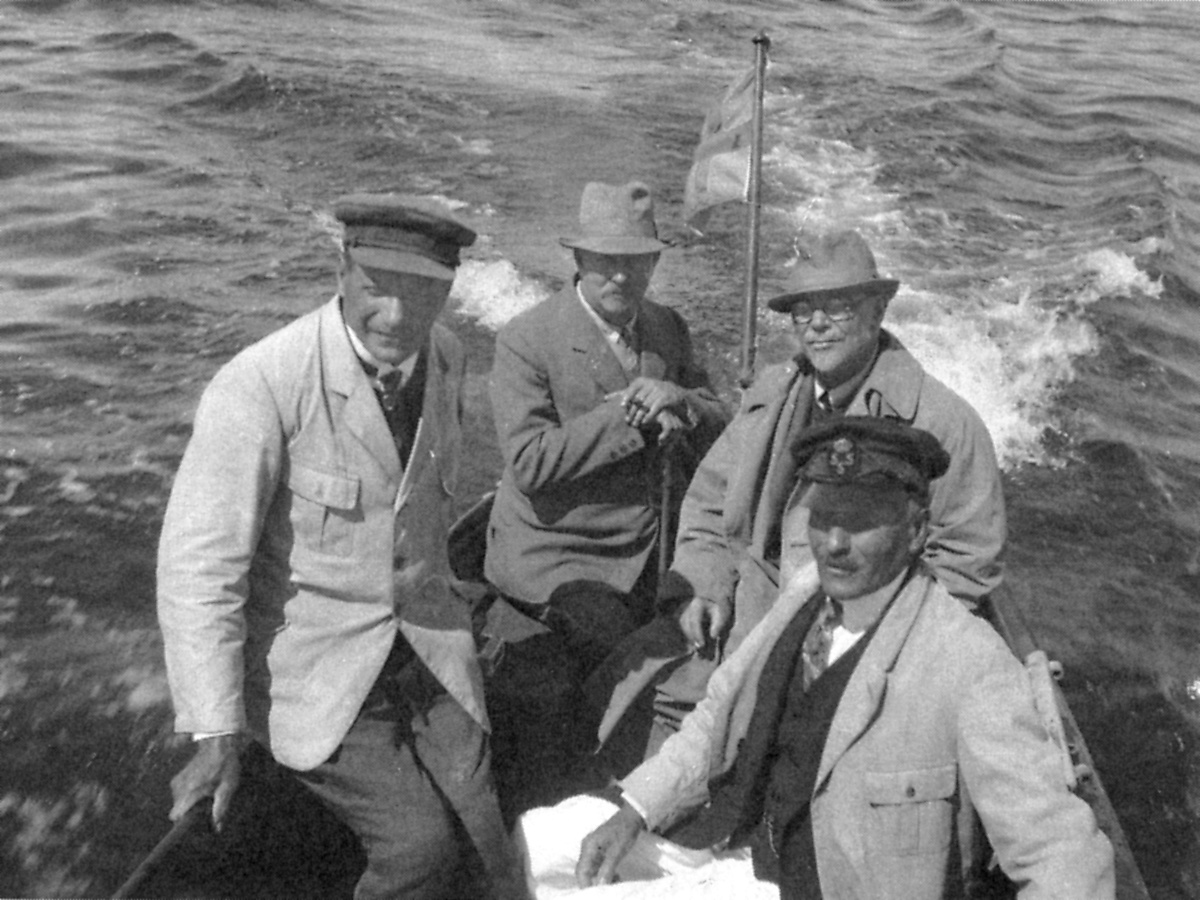
Carl von Schewen vid rodret på väg till Rödlöga cirka 1930. Bredvid honom sitter hans bror, Bernhard von Schewen, och bakom honom Albert Engström.

Carl Fredrik Mauritz von Schewen, född 16 januari 1871 på Håtö gård i Frötuna socken, Stockholms län, död där 31 mars 1954, var en svensk godsägare.
Carl von Schewen är känd som inspirationskälla till Evert Taubes Calle Schewens vals. Carl von Schewen hade sommarställe på Håtö svansar utanför Spillersboda i Stockholms norra skärgård. Där samlades Pelarorden, i vilken han och hans bror Bernhard von Schewen var medlemmar. Carl von Schewen spelade sig själv i filmen I Roslagens famn från 1945.
von Schewen var gift med en faster till Einar Malm, som hade starka band till Håtö gård. I äktenskapet föddes flera barn. von Schewen är begravd på Frötuna kyrkogård.